# 4436 Ortizmoreno
4436 Ortizmoreno este un asteroid din centura principală de asteroizi.

## Descriere
4436 Ortizmoreno este un asteroid din centura principală de asteroizi. A fost descoperit pe 9 martie 1983 la Stația Anderson Mesa de Barr, E.. Asteroidul prezintă o orbită caracterizată de o semiaxă mare de 3,25 ua, o excentricitate de 0,06 și o înclinație de 17,3° în raport cu ecliptica.